# Studierfähigkeitstest
Als Studierfähigkeitstests werden in der Literatur Testverfahren bezeichnet, die zur Messung kognitiver, technischer, physischer oder auch sozialer und emotionaler Fähigkeiten und Fertigkeiten der Studieneignung dienen.

## Arten und Ziele von Studierfähigkeitstests
Unterschieden werden zwei Arten von Studierfähigkeitstests:
1. Allgemeine Studierfähigkeitstests sollen kognitive Studienvoraussetzungen prüfen, die allen Studiengängen zugrunde liegen. Zu solchen kognitiven Aspekten gehören beispielsweise Fähigkeiten wie verbales und numerisches Schlussfolgern, Merk- und Konzentrationsfähigkeit oder räumliches Vorstellungsvermögen. Dazu zählt beispielsweise der in den USA verbreitete SAT, früher auch als Scholastic Assessment Test, Scholastic Aptitude Test und Scholastic Achievement Test bekannt.
2. Spezifische Studierfähigkeitstests prüfen Fähigkeiten, die nur für die Bewältigung einzelner Studiengänge oder Studienfelder relevant sind. Dazu zählen beispielsweise der in Deutschland bekannte Test für medizinische Studiengänge (TMS) bzw. der Schweizer Eignungstest für das Medizinstudium (EMS) als Voraussetzung für die Aufnahme eines Medizinstudiums oder der Wiener Koordinationsparcours im Rahmen der Sporteignungstests für ein erfolgversprechendes Sportstudium.

Ihr Einsatz erfolgt vor allem in Fächern mit Numerus clausus, wo die Nachfrage die zur Verfügung stehende Zahl der Studienplätze deutlich übersteigt und eine Zulassung aller Personen nicht möglich ist. Ihr Einsatz wird mit den begrenzt zur Verfügung stehenden Studienplätzen begründet: Diejenigen, die bessere Test-Leistungen erzielen, verfügen über eine höhere Studieneignung, die eine bevorzugte Zulassung rechtfertigt. Bessere Studieneignung bedeutet dabei
- die Studiendauer zu optimieren und so die begrenzten Ausbildungskapazitäten bestmöglich zu nutzen;
- qualitativ bessere Leistungen zu erreichen.

Die Eignung eines Tests für die Studienzulassung, der Zusammenhang zwischen Testleistung und Studieneignung, bedarf der Evaluation, d. h. die Prognosebedeutung des Tests für den Studienerfolg muss nachgewiesen werden, weil ohne diese Rechtfertigung auch eine Verlosung der Studienplätze infrage käme.
Die Studienzugangsberechtigung wird durch das Abitur/die Maturität erworben. Eine Verwendung dieser Schulnoten für die Zulassung hat zwei Nachteile: (1) die Notenmassstäbe unterscheiden sich zwischen (Bundes-)Ländern, Schultypen und Bildungswegen und sind durch statistische Korrekturverfahren nur bedingt ausgleichbar, und (2) Rückwirkungen auf das Benotungssystem sind möglich, wenn negative Benotungen vor allem in nichtstandardisierten Prüfungen durch das Lehrpersonal vermieden werden (Gefälligkeitsbenotungen). Die Studierfähigkeitstests bieten den Vorteil der Objektivität, d. h. alle Personen haben beim Test grundsätzlich die gleichen Bedingungen und damit Chancen. Dazu müssen die Tests selbst fair sein. Das bedeutet z. B., dass sich aufgrund von  berufsspezifischem Vorwissen oder Vorerfahrungen oder von für den Studienerfolg nicht relevanten Handicaps keine Vor- oder Nachteile im Test ergeben dürfen.
Auch in der Studienberatung ist der Einsatz solcher Tests sinnvoll, hier als Entscheidungshilfe, ob die individuellen Ressourcen und Potentiale für die Bewältigung der Studienanforderungen ausreichen und eine Bewerbung für dieses Studium angeraten ist.

## Gütekriterien von Studierfähigkeitstests
- Objektivität und Reliabilität (Messgenauigkeit) von Testverfahren lassen sich durch die Beachtung von bestimmten Konstruktionsprinzipien der psychometrischen Testkonstruktion erreichen. Studierfähigkeitstests, die nach diesen Prinzipien konstruiert werden (wie die erwähnten Verfahren SAT oder TMS) weisen in der Regel eine hohe Objektivität und Reliabilität auf.
- Die Validität von Studierfähigkeitstests wird üblicherweise durch die Korrelation des Testergebnisses mit einem Außenkriterium bestimmt. Dieses Außenkriterium soll zumeist den Studienerfolg repräsentieren. Dafür kommen im Einzelnen verschiedene Kriterien in Frage. In den meisten Validierungsstudien wurden jedoch – auch aus untersuchungsökonomischen Gründen – nur die Studiennoten sowie das erfolgreiche Erreichen eines Studienabschlusses (im Gegensatz zum Abbruch des Studiums) untersucht.
  - Studierfähigkeitstests erweisen sich dabei vor allem als valide zur Vorhersage von Noten im Studium sowie von Prüfungserfolg in den ersten Jahren. Hier wird argumentiert, dass die Studienabbrüche vor allem in den ersten Jahren stattfinden und deren Vorhersage bzw. Berücksichtigung bei der Zulassungsentscheidung vor allem notwendig ist.[1][2][3]

Kombiniert man schulische Abschlussnoten (Deutschland: Abiturdurchschnittsnote; USA: High School GPA) mit den Ergebnissen von Studierfähigkeitstests, führt dies zu einer noch besseren Vorhersage von Studiennoten, als sie durch schulische Noten oder Studierfähigkeitstests allein erreicht wird (sog. inkrementelle Validität). Nach gängigen eignungsdiagnostischen Maßstäben wird dabei ein relativ hohes Niveau an Vorhersagegenauigkeit erreicht. Dies bedeutet aber andererseits, dass die Varianzaufklärung – selbst nach Korrekturen für die angenommene Unreliabilität von Studiennoten – deutlich unter 40 % bleibt. So wird für den TMS ein mittlerer Korrelationskoeffizient von r = 0,54 bei einer Kombination von TMS-Ergebnis und Abiturdurchschnittsnote berichtet. Dies entspricht einer Varianzaufklärung von ca. 30 %.
- Zur Vorhersage des erfolgreichen Studienabschlusses scheinen sich Studierfähigkeitstests hingegen weniger zu eignen. Dies kann auch daran liegen, dass die Prognosefähigkeit von Tests generell nur für bestimmte Zeiträume gilt und mit der Zeitdauer der Vorhersage abnimmt.[6][7] Eine andere Erklärung ist, dass Studienabbrüche eher mit einer nicht gelungenen Passung zwischen Studierenden und Hochschulumwelt sowie motivationalen und psychosozialen Aspekten zusammenhängen, als mit mangelnder Studierfähigkeit.[8][9][10]
- Die Normierung von Tests wird durch das Erarbeiten einer Skala von Daten erreicht, die aus einer repräsentativen Gruppe von Versuchspersonen gewonnen werden. Durch die Normierung wird ein Bezugssystem geschaffen, mit dem sich die Ergebnisse der Testteilnehmer im Vergleich zu denen der größeren Bezugsgruppe einordnen lassen. Da Studierfähigkeitstests in der Regel der Auswahl unter Studienplatzbewerbern dienen, reicht tatsächlich die Bildung einer Rangreihe unter diesen Bewerbern aus, so dass auf eine Normierung an einer anderen Stichprobe verzichtet werden kann.
- Die Testfairness von Studierfähigkeitstests ist insbesondere in den USA sehr umstritten. Dort haben Studierfähigkeitstests eine erheblich größere Bedeutung als in Deutschland, da sehr viele Hochschulen die Ergebnisse von Tests bei der Hochschulzulassung berücksichtigen. Bei den dort verwendeten Wissenstests hat  das in der Schule erworbene Wissen ein stärkeres Gewicht, und dort wird die Chancengleichheit der Personen bezweifelt.[11] Testteilnehmer afrikanischer Herkunft erreichen im Mittel deutlich geringere Testergebnisse als Testteilnehmer asiatischer oder europäischer Herkunft.[12] Testbefürworter argumentieren hingegen, dass im Mittel ungleiche Testergebnisse verschiedener ethnischer Gruppen kein Argument gegen Tests seien, solange diese für alle Testteilnehmer gleichermaßen valide sind (Modell der fairen Vorhersage). Für Studierfähigkeitstests, die weniger den Wissensstand als die Fähigkeit, neues Wissen zu erwerben, prüfen, gilt diese Kritik weniger stark.

## Einsatzbeispiele für Studierfähigkeitstests
Wegen der hohen Kosten eines Studienplatzes im Fach Medizin wurde in Deutschland von 1986 bis 1996 und wird seit 2008 wieder für einzelne Universitäten und Bundesländer der Test für Medizinische Studiengänge (TMS) als ein Zulassungskriterium (in Verbindung mit Abiturnoten, Wartezeit u. a.) verwendet.
In der Schweiz kommt seit 1998 und in Österreich (Wien und Innsbruck) kam von 2006 bis 2012 der Eignungstest für das Medizinstudium (EMS) als exklusives Zulassungskriterium für ein Medizinstudium zum Einsatz. Tests für die Medizinzulassung werden z. B. in den USA, in Kanada, Japan, Australien, Belgien ebenfalls eingesetzt.
Europaweit werden zur Absicherung eines erfolgversprechenden Sportstudiums an nahezu sämtlichen Universitäten, Akademien und Sportschulen, die Sportlehrer und Sportwissenschaftler ausbilden, standardisierte Sporteignungstests praktiziert.
Zudem wird das Prinzip der Auswahl von Studienbewerbern durch Studierfähigkeitstests auch vereinzelt in wirtschaftswissenschaftlichen Studiengängen angewendet, so beispielsweise an der FH Pforzheim oder der privaten International School of Management in Dortmund. Die Inhalte der Tests hängen von den Anforderungen ab, die von der Hochschulen gestellt werden.
Seit 2010 werden Studierfähigkeitstests aufgrund des begrenzten Angebots an Studienplätzen in Masterstudiengängen zunehmend für die Zulassung zu wirtschaftswissenschaftlichen Masterprogrammen verwendet. So wurde analog zum TMS der Test für Masterstudiengänge in Wirtschafts- und Sozialwissenschaften (TM-WISO) entwickelt, mit dem unter anderem die Universität zu Köln, die Universität Hamburg, die Leuphana Universität Lüneburg, die WHU und die Universität Hohenheim Masterstudierende auswählen.
Als eine der ersten staatlichen Universitäten im deutschen Sprachraum hat die Leuphana Universität Lüneburg einen obligatorischen Studierfähigkeitstest für die meisten Fächer eingeführt. Die meisten privaten Hochschulen fordern ebenfalls das Ablegen eines Tests.
Hinsichtlich der Zulassung ausländischer Studienbewerber zu einem Studium in Deutschland etabliert sich derzeit der TestAS (Test für Ausländische Studierende/Test for Academic Studies). Der TestAS ist ein zentraler, standardisierter Studierfähigkeitstest, der sowohl auf Deutsch als auch auf Englisch abgelegt werden kann. Studieninteressierten aus dem Ausland gibt das TestAS-Resultat Aufschluss darüber, wo sie im Vergleich zu anderen Bewerberinnen und Bewerbern stehen. Sie können mit guten Testergebnissen ihre Chancen auf einen Studienplatz an einer Hochschule in Deutschland verbessern. Den Hochschulen hilft der Test zuverlässig, die Auswahl und Zulassung ausländischer Studierender auf qualitative Weise zu gestalten und zu steuern. Der TestAS wird von ITB Consulting GmbH entwickelt und von der Gesellschaft für Akademische Studienvorbereitung und Testentwicklung e. V. angeboten. Der TestAS wird vom DAAD aus Mitteln des BMBF gefördert.